# Cappuccino (Rapper)

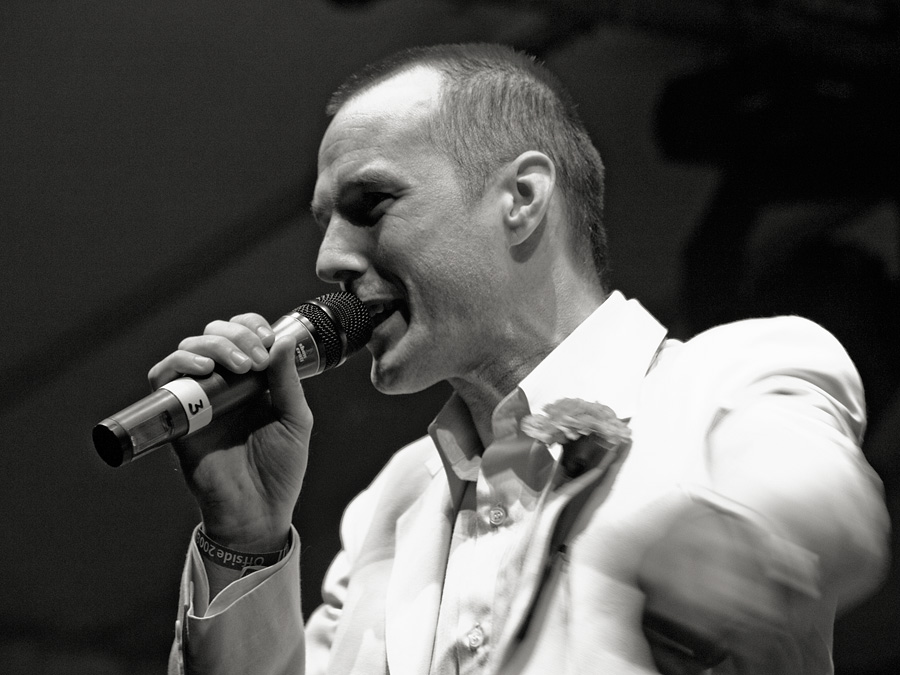
Cappuccino, Offside Festival 2008

Cappuccino (bürgerlicher Name: Karsten Löwe, * 11. Januar 1974 in Braunschweig) ist ein deutscher Rapper.

## Biografie
Erste musikalische Erfahrung sammelte er durch Breakdance, DJ-ing und mit seiner damaligen Hip-Hop-Combo „License to Rhyme“. Dann setzte er sich mit dem Thema „Rap gepaart mit Jazz“ auseinander. 1993 kam er zur Jazzkantine, mit der er bis dato über 700 Konzerte spielte, auf sechs Studioalben rappte und einige Singles einschließlich Video-Produktion aufnahm.
Unter den Namen „Tanzzkantine“ und „Tanzzkantine-Space“ stand er später mit der Jazzkantine auf der Bühne des Braunschweiger Staatstheaters und spielte in dem Stück Braunschweich-Braunschweich die Rolle des Till Eulenspiegel. Im letzten Stück Ölper 12 Pöints spielte er vier verschiedene Rollen auf einmal.
Als Solokünstler veröffentlichte er drei Studioalben und mehrere Singles. Darunter auch das Lied Regenbögen, das Samples aus Moments in Love von The Art of Noise enthält. Er erhielt eine Goldene Schallplatte und RSH-Gold als „Bester Deutscher Rap-Act 1998“. Außerdem schrieb er den Titelsong zu Til Schweigers Kinofilm Der Eisbär und trat im Vorprogramm der amerikanischen R&B-Band Dru Hill auf. Er hatte Fernsehauftritte bei Harald Schmidt, Stefan Raab, Verona Feldbusch, Oliver Geissen, Verbotene Liebe sowie Moderationen bei VIVA und MTV und arbeitete mit Künstlern, Bands und Filmemachern wie House of Riddim, Knut Knutson, Söhne Mannheims, Yah Sesco und Timo-Rose-Film zusammen.
Er gründete mit seinem Partner Christian Spilles das „Studio-38“, das sich 2004 mit der Party- und Booking-Agentur „Itsblack“ unter der Leitung von Andre Vaternam vereinte und Produktionen für Künstler wie Ramean, Hannibal und 38-Streettape sowie R&B und Hip-Hop-Events realisierte.
Zusammen mit der Band Jammin*Inc brachte er 2005 deren kostenloses Debütalbum Mit Anlauf unter der Creative-Commons-Lizenz heraus, spielte mit ihr 2006 im Vorprogramm von Gentleman und auf dem Chiemsee-Reggae-Festival und kam unter die letzten drei des Rio-Reiser-Songpreis-Contest 2006.
2008 erschien das Album Hell’s Kitchen der Jazzkantine, auf dem Cappuccino mit drei Tracks zu hören ist. Mit diesem Album gab es eine Tournee Ende 2008.

## Diskografie

### Alben
| Jahr | Titel                    | Höchstplatzierung, Gesamtwochen, AuszeichnungChartplatzierungen (Jahr, Titel, Platzierungen, Wochen, Auszeichnungen, Anmerkungen) | Höchstplatzierung, Gesamtwochen, AuszeichnungChartplatzierungen (Jahr, Titel, Platzierungen, Wochen, Auszeichnungen, Anmerkungen) | Höchstplatzierung, Gesamtwochen, AuszeichnungChartplatzierungen (Jahr, Titel, Platzierungen, Wochen, Auszeichnungen, Anmerkungen) | Anmerkungen                         |
| Jahr | Titel                    | DE | AT | CH | Anmerkungen                         |
| ---- | ------------------------ | --- | --- | --- | ----------------------------------- |
| 1997 | Lautsprecher             | DE86 (3 Wo.)DE | — | — | Erstveröffentlichung: 16. Juni 1997 |
| 1999 | Nur die Besten überleben | DE19 (10 Wo.)DE | — | CH42 (2 Wo.)CH | Erstveröffentlichung: 1999          |
| 2001 | Das Leben ist kurz…      | — | — | — | Erstveröffentlichung: 2001          |

### Freetapes
- 2005: Nimm das Geld
- 2008: Free-Tape-08

### Singles
| Jahr | Titel Album                         | Höchstplatzierung, Gesamtwochen, AuszeichnungChartplatzierungen (Jahr, Titel, Album, Platzierungen, Wochen, Auszeichnungen, Anmerkungen) | Höchstplatzierung, Gesamtwochen, AuszeichnungChartplatzierungen (Jahr, Titel, Album, Platzierungen, Wochen, Auszeichnungen, Anmerkungen) | Höchstplatzierung, Gesamtwochen, AuszeichnungChartplatzierungen (Jahr, Titel, Album, Platzierungen, Wochen, Auszeichnungen, Anmerkungen) | Anmerkungen                                |
| Jahr | Titel Album                         | DE | AT | CH | Anmerkungen                                |
| ---- | ----------------------------------- | --- | --- | --- | ------------------------------------------ |
| 1997 | Du fehlst mir Lautsprecher          | DE5 Gold · (20 Wo.)DE | AT7 (12 Wo.)AT | CH4 (14 Wo.)CH | Erstveröffentlichung: 22. September 1997   |
| 1998 | Eisbär Nur die Besten überleben     | DE86 (4 Wo.)DE | — | — | Erstveröffentlichung: 26. Oktober 1998     |
| 1999 | Regenbögen Nur die Besten überleben | DE23 (14 Wo.)DE | — | CH25 (8 Wo.)CH | Erstveröffentlichung: 11. Januar 1999      |
| 1999 | Dir Mama Nur die Besten überleben   | DE67 (2 Wo.)DE | — | — | Erstveröffentlichung: 1999                 |
| 2001 | No Secrets The Lord Is I Shephard   | DE93 (2 Wo.)DE | — | — | Erstveröffentlichung: 2001 feat. Jah Sesco |

Weitere Singles
- 1997: Wahnsinnig
- 1997: Männer

## Specials und Produziertes
- In Berufung ist die Antwort auf den Text Das Urteil von Kool Savas, in welchem Cappuccino klarstellt, dass er musikalisch nicht tot ist.
- Street-Tape Volume #1 – Produziert im Studio-38
- Street-Tape Volume #2 – Produziert im Studio-38
- Ramean/Kontrast-Album – Produziert im Studio-38
- 2002 hat er gemeinsam mit Gronkh, welcher ebenfalls in Braunschweig geboren wurde, und Krizz das private Special La Familia aufgenommen, welches am 1. Juni 2010 auf dem YouTube-Kanal von Gronkh veröffentlicht wurde und dessen Aussage nach als "virtuelle Selbstverwirklichung" anzusehen ist. Im Video selbst sind Szenen aus Grand Theft Auto IV zu sehen.[3]